# Циклопропанон
Циклопропанон — органическое вещество, циклический кетон, неустойчивый в свободном виде. В органическом синтезе используется как трёхуглеродный строительный блок.

## Получение
Циклопропанон недоступен коммерчески: его получают непосредственно перед дальнейшим использованием. Для этого в специальном приборе раствор диазометана в диэтиловом эфире прибавляют к раствору кетена в дихлорметане при –78 °С с такой скоростью, чтобы температура не превышала –60 °С. Затем реакционную смесь отогревают до –50 °С и выдерживают в течение 35 мин. Полученный раствор циклопропанона используют в дальнейших превращениях. В данном синтезе недопустимо присутствие каких-либо нуклеофилов, поэтому нужно использовать абсолютированные растворители. Срок жизни циклопропанона в таких условиях не очень большой, поскольку следы воды катализируют полимеризацию.

## Строение и физические свойства
Циклопропанон растворим в диэтиловом эфире и дихлорметане. Нуклеофильные растворители дают с циклопропаноном соответствующие аддукты (гидраты, полуацетали).

## Химические свойства
Большинство применений циклопропанона связано с получением на первой стадии одного из его аддуктов. Делают это, добавляя к сгенерированному в растворе циклопропанону воду, метанол, этанол, уксусную кислоту, хлороводород или циановодород. При этом образуются гидрат, полуацеталь, хлоргидрат либо циангидрин. Наиболее часто используют 1-этоксициклопропанол и 1-ацетоксициклопропанол: эти аддукты находятся в равновесии со свободным циклопропаноном и могут быть использованы как его источники.
Реакции присоединения аминов к циклопропанону протекают более сложно, поскольку наряду с продуктами присоединения 1:1 могут образоваться также продукты, содержащие два циклопропильных остатка на один амин, а в случае метиламина бисциклопропильное производное дополнительно конденсируется с гидратом циклопропанона, давая ещё более сложный аддукт. N,N-Диметилгидразин даёт с циклопропаноном аддукт, который можно дегидратировать и получить соответствующий гидразон.
Сероводород ведёт себя подобно аминам и даёт бисциклопропильные аддукты, которые при флэш-пиролизе дают метилентииран. Тиолы хорошо присоединяются к циклопропанону, давая тиоацетали.
Азид натрия также присоединяется к циклопропанону, однако получаемый 1-азидоциклопропанол претерпевает спонтанную перегруппировку в азетидинон-2. Подобные перегруппировки наблюдались также и в других случаях. Такое образование четырёхчленных циклов представляет интерес для синтеза β-лактамов.